# قرار مجلس الأمن التابع للأمم المتحدة رقم 1031
قرار مجلس الأمن التابع للأمم المتحدة رقم 1031، المتخذ بالإجماع في 15 كانون الأول / ديسمبر 1995، بعد الإشارة إلى جميع القرارات السابقة بشأن النزاعات في يوغوسلافيا السابقة، ناقش المجلس، بموجب الفصل السابع من ميثاق الأمم المتحدة، نقل السلطة من قوة الحماية التابعة للأمم المتحدة لقوة التنفيذ المتعددة الجنسيات.
لا يزال مجلس الأمن يريد حلاً تفاوضيًا للصراع في يوغوسلافيا السابقة. في 14 كانون الأول / ديسمبر 1995، تم التوقيع على الاتفاق الإطاري العام، وهو اتفاق سلام للبوسنة والهرسك وكرواتيا وجمهورية يوغوسلافيا الاتحادية (صربيا والجبل الأسود). تم الترحيب بقرار إنشاء مجلس تنفيذ السلام ومجلس توجيه في مؤتمر في لندن.
وكان على المجلس إبقاء تنفيذ اتفاق السلام قيد الاستعراض. تم إحراز التقدم في الاعتراف بالدول الخلف في يوغوسلافيا السابقة وكان موضع ترحيب. كان على هذه الدول أيضًا الامتثال للقانون الإنساني الدولي والتعاون مع المحكمة الجنائية الدولية ليوغوسلافيا السابقة وفقًا للقرار 827 (1993). قوبل قرار منظمة الأمن والتعاون في أوروبا بوضع برنامج للانتخابات في البوسنة والهرسك بالترحيب. كما رحب المجلس ترحيباً حاراً بالتزام الطرفين بحماية حقوق الإنسان وحق جميع اللاجئين والمشردين في العودة إلى ديارهم. وعلاوة على ذلك، تم التأكيد على تهيئة الظروف لإعادة الإعمار والتنمية في البوسنة والهرسك ولتقديم المساعدة الدولية. كما كان هناك اتفاق بين جميع الأطراف بشأن تدابير الحد من التسلح والاستقرار.
ثم ناقش القرار قوة التنفيذ المتعددة الجنسيات. كانت الدول الأعضاء على استعداد للمساهمة في قوة متعددة الجنسيات من أجل تنفيذ اتفاق السلام لمدة عام تقريبًا، وهو ما وافق عليه مجلس الأمن. وقد أذن لها بالسيطرة على المجال الجوي للبوسنة والهرسك والحق في الهجوم للدفاع عن نفسها. فيما يتعلق بنقل السلطة من قوة الأمم المتحدة للحماية إلى قوة القوة الدولية، فإن سلطة اتخاذ التدابير المفروضة بموجب القرارات 770 (1992)، 781 (1992)، 816 (1993)، 836 (1993)، 844 (1993) و958 (1994) ستُنهى، إلى جانب أحكام القرار 824 (1993) فيما يتعلق بالمناطق الآمنة ستنتهي.
طُلب من الدول المشاركة في قوة التنفيذ المتعددة الجنسيات الإبلاغ كل شهر. أنشأ المجلس منصب الممثل السامي للبوسنة والهرسك، وعين كارل بيلت في منصب لمراقبة تنفيذ اتفاق السلام. وستنتهي ولاية قوة الأمم المتحدة للحماية بمجرد نقل السلطة إلى قوة حفظ السلام الدولية، في 20 كانون الأول / ديسمبر 1995؛  تمت الموافقة على ترتيبات الأمين العام بطرس بطرس غالي لانسحاب قوة الأمم المتحدة للحماية وطُلب منه أيضًا الإبلاغ عند اكتمال هذا الانسحاب.
اختتم القرار بإقرار مجلس الأمن بالطبيعة الفريدة والاستثنائية والمعقدة للوضع في البوسنة والهرسك، مما أدى إلى استجابة غير عادية.

## روابط خارجية
- نص القرار في undocs.org